# Mühlhausen–Orlamünder Scholle

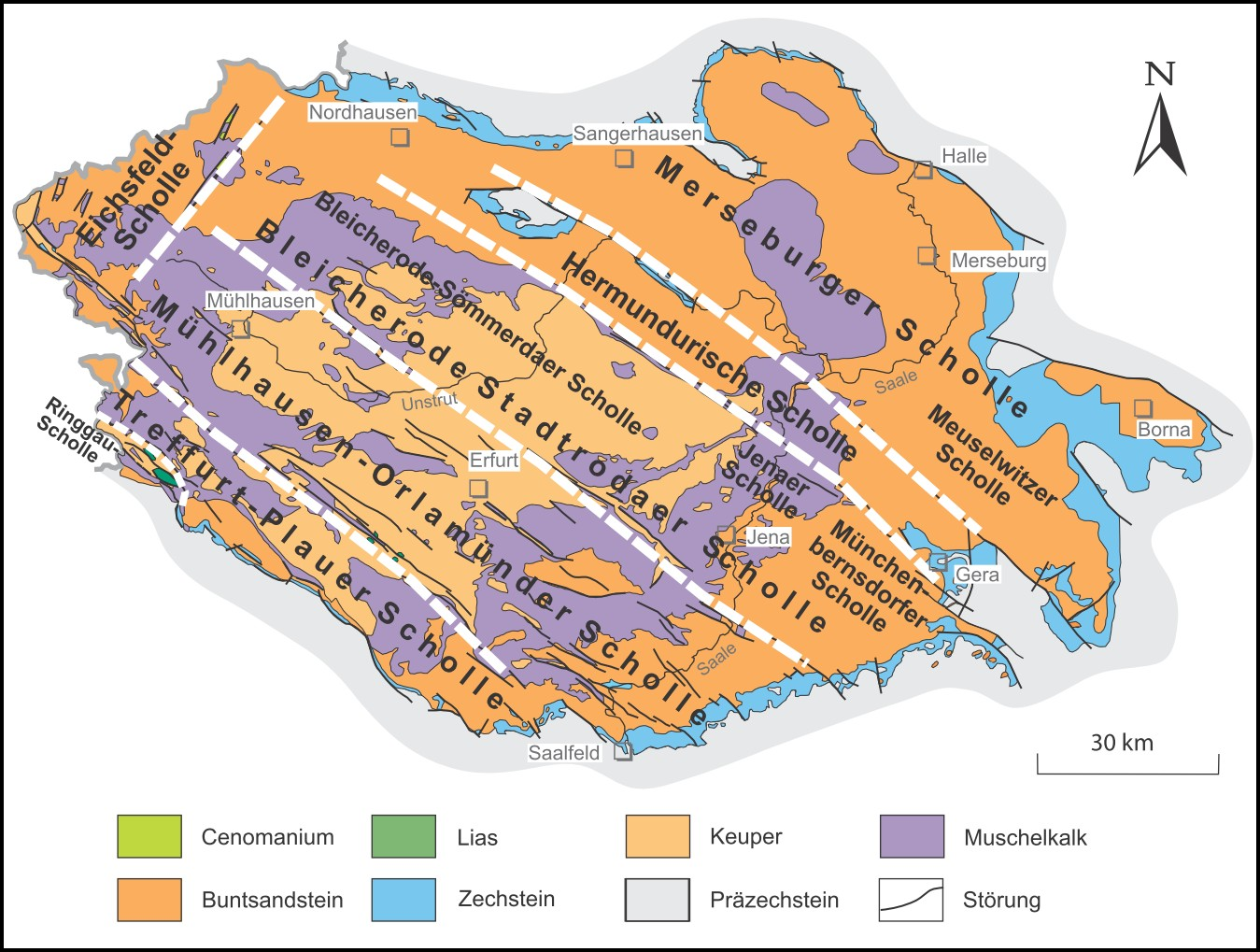
Die Mühlhausen–Orlamünder Scholle südwestlich des Zentrums des Thüringer Beckens

Die Mühlhausen–Orlamünder Scholle ist die ganz in Thüringen gelegene, südwestlich zentrale der vier hercynischen, d. h. von Nordwest nach Südost verlaufenden Hauptschollen im Bereich des Thüringer Beckens und seiner Randplatten.
Sie zieht sich vom Muschelkalk höherer Lagen des westlichen Dün, des Oberen Eichsfeld und des Hainich über den Keuper des Thüringer Beckens bei Mühlhausen sowie den Muschelkalk-Höhenzug Fahnersche Höhe und das Keuperbecken bei Erfurt in den Muschelkalk der Ilm-Saale-Platte im engeren Sinne nebst Buntsandstein-Insel Tannrodaer Waldland bei Tannroda, bis sie über den zwischen Rudolstadt und Orlamünde saaleübergreifenden Buntsandstein der Saale-Elster-Sandsteinplatte in die Orlasenke bei Pößneck vordringt, die als Zechsteingürtel unmittelbar das Ostthüringer Schiefergebirge flankiert.

## Begrenzungen
Nach Südwesten wird die Mühlhausen–Orlamünder Scholle durch die Eichenberg–Gotha–Saalfelder Störungszone begrenzt, jenseits der sich die Treffurt–Plauer Scholle des Westthüringer Berg- und Hügellandes anschließt; nordwestlich grenzt sie an der mannigfach interpretierbaren südwestlichen Fortsetzung der Ohmgebirgs-Grabenzone an die Eichsfeld-Scholle. Nach Nordwesten grenzt sie an die Schlotheim–Leuchtenburg-Störungszone, jenseits der sich die Bleicherode–Stadtrodaer Scholle des nordöstlichen Thüringer Beckens anschließt.